# Matthiola ovatifolia
Matthiola ovatifolia là một loài thực vật có hoa trong họ Cải. Loài này được Boiss. mô tả khoa học đầu tiên.